# Kuru Fasulye

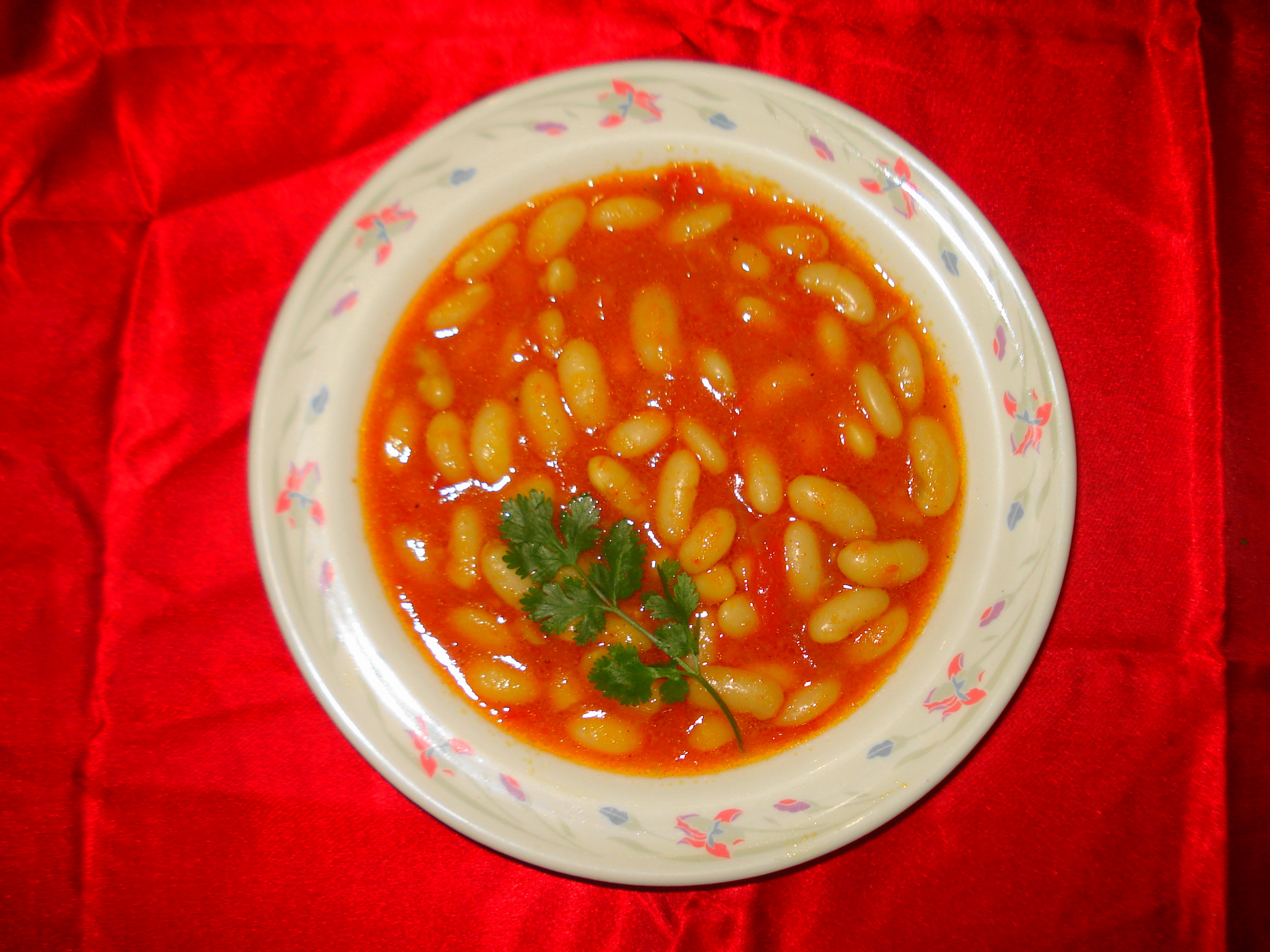
Kuru Fasulye

Kuru Fasulye  ist ein Eintopfgericht der türkischen Küche. Hauptzutat sind weiße Bohnen. Es existieren zahlreiche Zubereitungsarten, und je nach Region wird es mit Fleisch, Paprika oder Kartoffeln hergestellt und mit Petersilie oder weiteren Zutaten verfeinert. Der Bohneneintopf wird meist mit Reis oder Pilaw serviert. Der Journalist Ahmet Örs bezeichnet Kuru Fasulye als türkisches Nationalgericht.

## Zubereitung
Vorher in Wasser eingeweichte weiße Bohnen werden weichgekocht und mit angebratenen Zwiebeln und Tomatenmark noch einmal aufgekocht. Gewürzt wird mit Salz, Pfeffer, Kreuzkümmel und scharfer Paprikapaste oder Paprikapulver (Pul Biber).

## Etymologie und Geschichte
Aus dem Türkischen wörtlich ins Deutsche übersetzt heißt Kuru Fasulye „trockene Bohnen“. Im Winter liefert dieses proteinreiche Bohnengericht Energie. Die gesundheitsfördernde, aber auch Blähungen erzeugende Wirkung des Gerichts ist in der Türkei sprichwörtlich. Das Gericht wird aus kleinen Rollwagen heraus auch auf der Straße verkauft. Es wird vom türkischen Sabah-Journalisten Ahmet Örs als türkisches Nationalgericht bezeichnet.

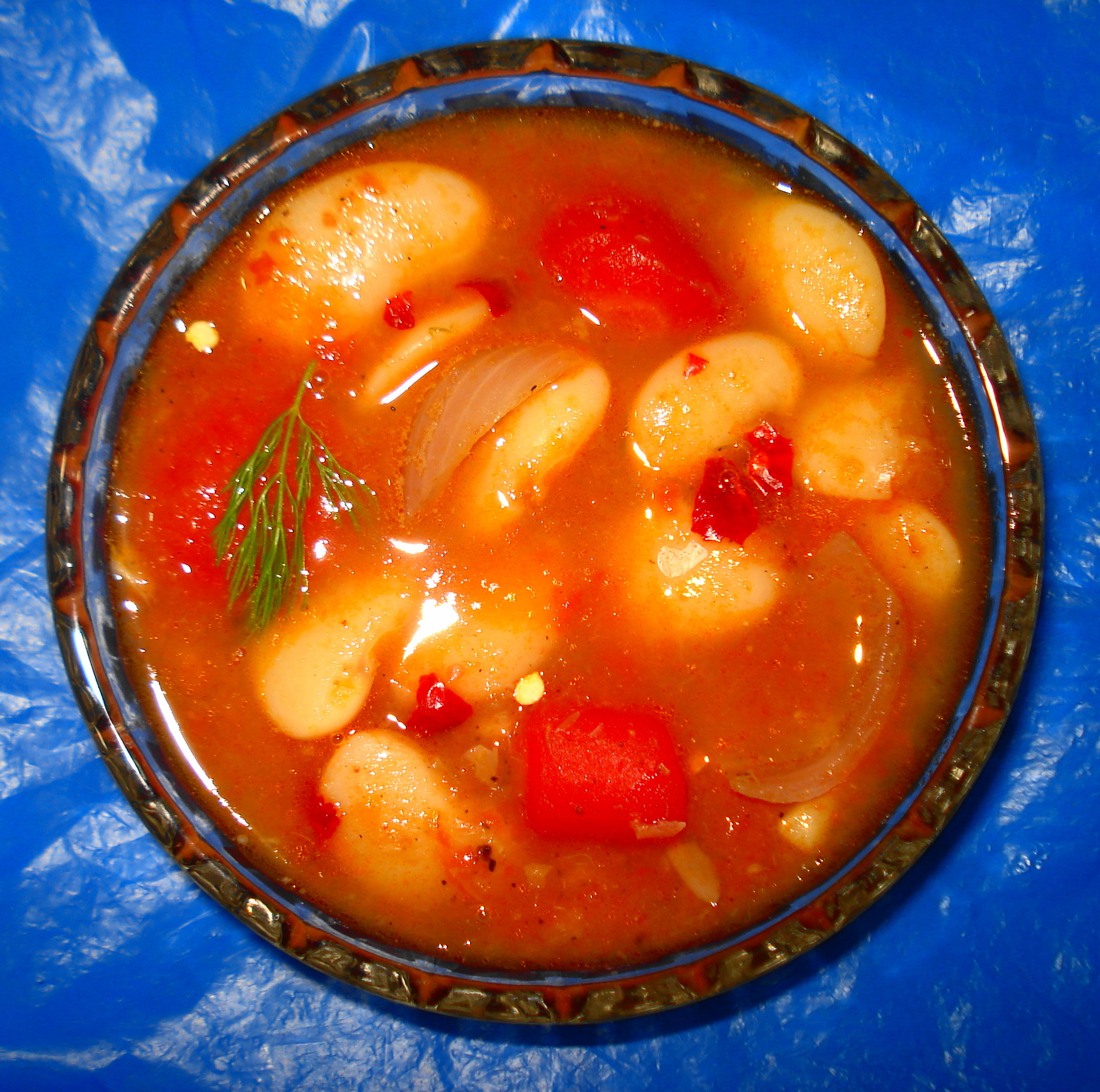
Die griechische Fasolada

Die vergleichbare Fasolada ist ein griechisches Nationalgericht, dass häufig Gemüse wie Zwiebeln, Karotten und Sellerie, meist aber kein Fleisch enthält. Ähnliche Bohnensuppen sind in Italien (Fagiolata), in Portugal (Feijoada), in Rumänien (Fasole) in Spanien (Fabada) sowie im arabischen Raum (Fasoulia) bekannt.